# Olivier Theobald

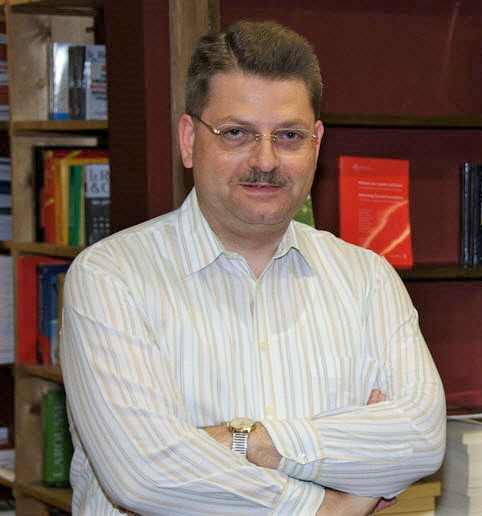
Olivier Theobald (2010)

Olivier Theobald (Pseudonym für Olivier Thiébaud; * 17. Dezember 1960 in Payerne) ist ein Schweizer Schriftsteller und Musiker.

## Leben
Theobald verbrachte Kindheit und Jugend in Payerne, studierte Germanistik, Latein und Romanistik an der Universität Lausanne. Er schloss 1985 mit einer Lizentiatsarbeit zum Thema Hermann Löns als Lyriker ab. Von 1981 an unterrichtete er als Deutschlehrer an der École professionnelle commerciale de Lausanne (EPCL) und war ab 1987 Dozent für deutsche Sprache an der Haute Ecole d’Ingénierie et de Gestion du Canton de Vaud (HEIG-VD) in Yverdon. Ist seit 2022 im Ruhestand.
Theobald schreibt in seiner Muttersprache Deutsch Gedichte und Theaterstücke oft skurrilen Inhalts aber auch Naturlyrik. Seit 2011 ist er Mitglied im „Dichterkreis Jagdlyrik im BJV“. Sein Stück Rausch an der Leine über den Dichter Hermann Löns wurde 2000 in Walsrode (Niedersachsen) uraufgeführt anlässlich der Weltausstellung in Hannover.
Theobalds Gedichte wurden in vierzig Anthologien veröffentlicht, in Zeitungen und Zeitschriften in Deutschland, Österreich und der Schweiz.
Seit der Jugend spielt Theobald Jazz und Blues auf dem Klavier in der Art von Fats Waller und James P. Johnson. In seinen Lesungen geht Theobald gern von der Lyrik zur Musik über und vom Swing der dreißiger Jahre zurück zu Gedichten über die heutige Welt.
Theobald lebt in Puidoux am Genfersee.

## Werke

### Bücher
- Nugae: Epigramme und Verse. Frankfurt am Main 1983, ISBN 3-88323-406-0.
- Spiegelfahrten: Gedichte. Illustrationen von René Blöchlinger. Walsrode, 1990, ISBN 3-934339-51-4.
- Auf der Achterbahn: Gedichte aus 15 Jahren. Illustrationen von René Blöchlinger. Walsrode 1998, ISBN 3-934339-52-2.
- Rausch an der Leine: Eine skurrile Begegnung, 10 Szenen. Illustrationen von René Blöchlinger. Walsrode 2000, ISBN 3-934339-55-7.
- Fermatenflut: Gedichte. Illustrationen von René Blöchlinger. Vechta 2004, ISBN 3-937844-26-0.
- Lesebuch I: Gedichte, Aphorismen, Essays und Theaterstücke. Illustrationen von René Blöchlinger. Vechta 2006, 20082, ISBN 3-86685-028-X.
- Von unterwegs/Nach dem Ziel: Gedichte und ein Theatermonolog. Illustrationen von René Blöchlinger. Vechta 2010, ISBN 978-3-86685-262-4.
- Im Fuchstrott: Fuchsgedichte. Illustrationen von Klaus-Peter Reif. Melsungen 2012, ISBN 3-7888-1470-5.
- Gemeinsame Naturwege: Gedichte. Illustrationen von Klaus-Peter Reif. Melsungen 2014.
- Fragezeichen und Korkengeschmack: Gedichte 1981–2016. Illustrationen von René Blöchlinger, Vechta 2016, ISBN 978-3-86685-597-7.
- Jede Woche ein Gedicht und zuweilen noch ein zweites: Gedichte. Illustrationen von René Blöchlinger, Vechta 2019, ISBN 978-3-86685-687-5
- Lesebuch II: Gedichte, Aphorismen, kurze Prosa und Theaterstücke. Illustrationen von René Blöchlinger. Visbek 2023, ISBN 978-3-86685-942-5.

### Anthologien (Auswahl)
- Was gleicht wohl auf Erden: Zeitgenössische Jagdlyrik. Melsungen 2010.
- So ein Mensch…: Anthologie zum 3. Brüggener Literaturherbst. Vechta 2010.
- Nicht allein der Beute wegen. Dichterkreis Jagdlyrik im BJV, Ausgabe 2012.
- Der Lärm verstummt, bis Stille in dir ist: Anthologie zum 4. Brüggener Literaturherbst. Vechta 2012.
- Geschenke der Jagd. Dichterkreis Jagdlyrik im BJV, Ausgabe 2014.
- Und niemand glaubt an mich?!: Anthologie zum 5. Brüggener Literaturherbst., Vechta 2014
- … den Worten die Hand hingehalten: Ein Buch für Alfred Büngen., Vechta 2014
- Tag und Nacht auf Jägers Pfaden. Dichterkreis Jagdlyrik im BJV, Ausgabe 2015
- Das ist des Jägers Ehrenschild…Dichterkreis Jagdlyrik im BJV, Ausgabe 2016
- Neudammerin. Die Jagd. Jahrbuch für Jagdkultur und Geschichte im ländlichen Raum, Melsungen 01/2016
- Aus grünem Füllhorn. Dichterkreis Jagdlyrik im BJV, Jubiläums-Ausgabe 2017
- Neudammerin. Die Jagd. Jahrbuch für Jagdkultur und Geschichte im ländlichen Raum, Melsungen 02/2017
- Wem sprudelt der Becher des Lebens so reich … Dichterkreis Jagdlyrik im BJV, Ausgabe 2018
- Noch immer willst du nicht verweilen… Eine Festschrift für Inge Witzlau, Vechta 2018
- Neudammerin. Die Jagd. Jahrbuch für Jagdkultur und Geschichte im ländlichen Raum , Melsungen 03/2018
- Voll Leidenschaft und alle Tage neu, Dichterkreis Jagdlyrik im BJV, Ausgabe 2019
- Neudammerin. Die Jagd. Jahrbuch für Jagdkultur und Geschichte im ländlichen Raum,  Melsungen 04/2019
- Von Wild, Wald und Waidmannsbildern, Dichterkreis Jagdlyrik, Ausgabe 2020
- Wem das Waidwerk so viel schenkt.., Dichterkreis Jagdlyrik, Ausgabe 2021
- Wer Achtung vor der Schöpfung lebt.., Dichterkreis Jagdlyrik, Ausgabe 2022
- Jagd und Natur in Worten fühlen, Dichterkreis Jagdlyrik, Ausgabe 2023
- Wer den Jäger will verstehen, Dichterkreis Jagdlyrik, Ausgabe 2024
- Klang der Jagd, Dichterkreis Jagdlyrik, Ausgabe 2025

### Herausgabe
- Heinz E. A. Koch: Wer bist du, Mensch? Gedichte aus dem Nachlass. Walsrode 1999.
- Les multiples facettes de RENÉ BLÖCHLINGER und seine bunten Facetten. Seefeld 2024.